# Рудник Валь-де-Фер
Рудник Валь-де-Фер, или Рудник Марон-Валь-де-Фер, (фр. Mine du Val de Fer) — исторический рудник на северо-востоке Франции южнее Нанси в Нёв-Мезон. Эксплуатировался с 1874 по 1968 годы. Галереи рудника составляют 400 км и расположены под коммуной Мессэн, наружное здание рудника является национальным памятником индустриальной культуры. В настоящее время преобразован в музей.

## История
Железорудные месторождения Лотарингии содержат характерный минерал, разновидность оолита, называемый минетт (от фр. mine, «рудник»). Это минерал с низким содержанием железа (28-34 %) и относительно высоким содержанием фосфора (0,5-1 %) в виде апатита.
Компания, осваивавшая месторождение Валь-де-Фер, была основана в 1872 году Виктором Леспина, выпускником Горной школы Парижа. Первая руда была добыта в 1874 году, незадолго до открытия «процесса Томаса», который позволяет дефосфоризировать руду. В 1884 году сооружена железная дорога («Кукушка»), соединяющая рудник со сталелитейным заводом, также расположенным в Нёв-Мезон у реки Мозель.
После Второй мировой войны в 1950-х годах начался новый этап развития рудника. Появились новые вагонетки с гораздо большей грузоподъёмностью, был перестроен накопитель. Однако в начале 1960-х годов из-за международной конкуренции начался спад производства и увольнения рабочих. Несмотря на несколько недель забастовки, рудник закрылся 31 декабря 1968 года.
В начале 1990-х годов объединение бывших шахтеров, АМО (Семинар рабочей памяти), восстановило некоторые галереи и превратило их в музей.

## Галерея

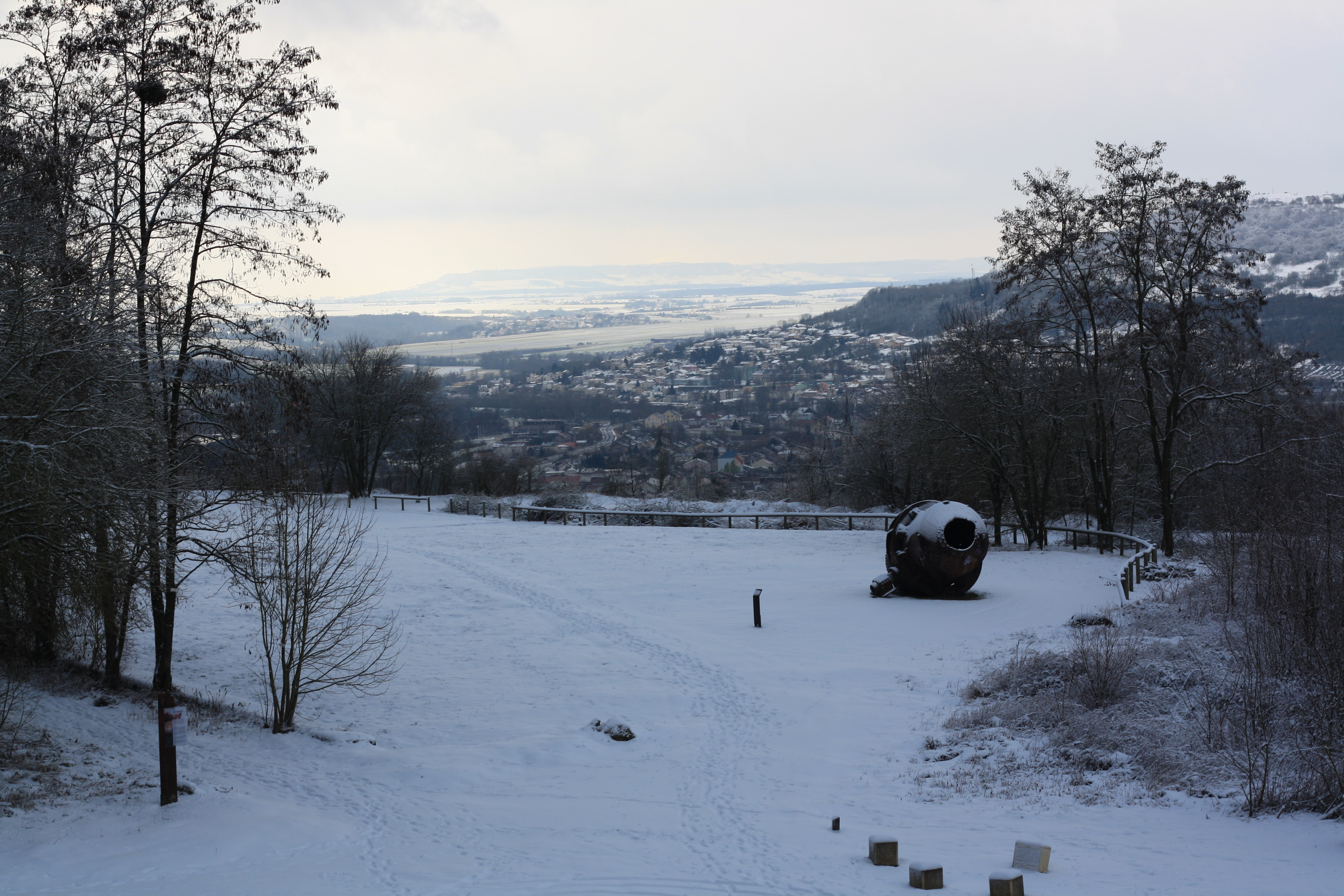
Панорама долины
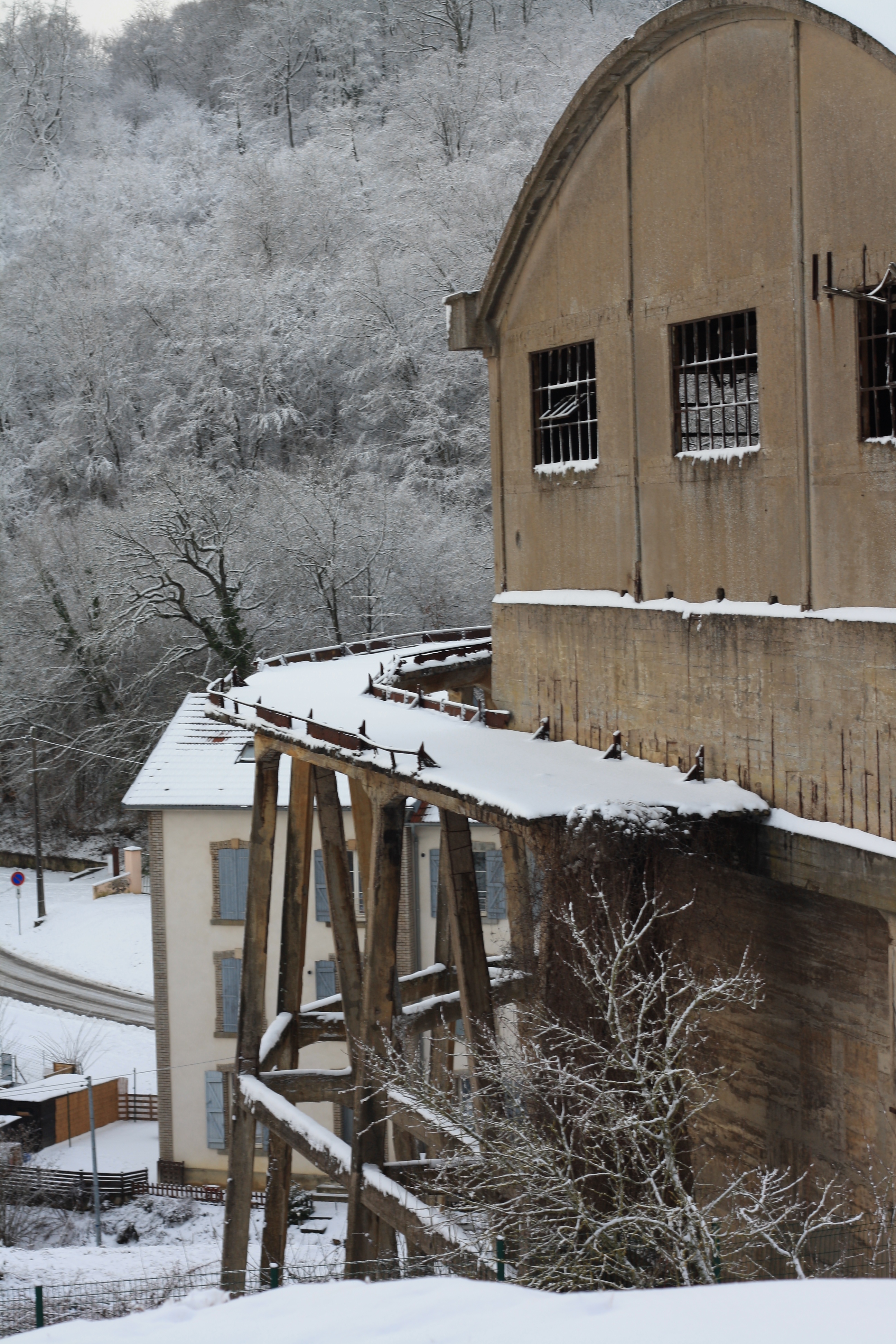
Накопитель
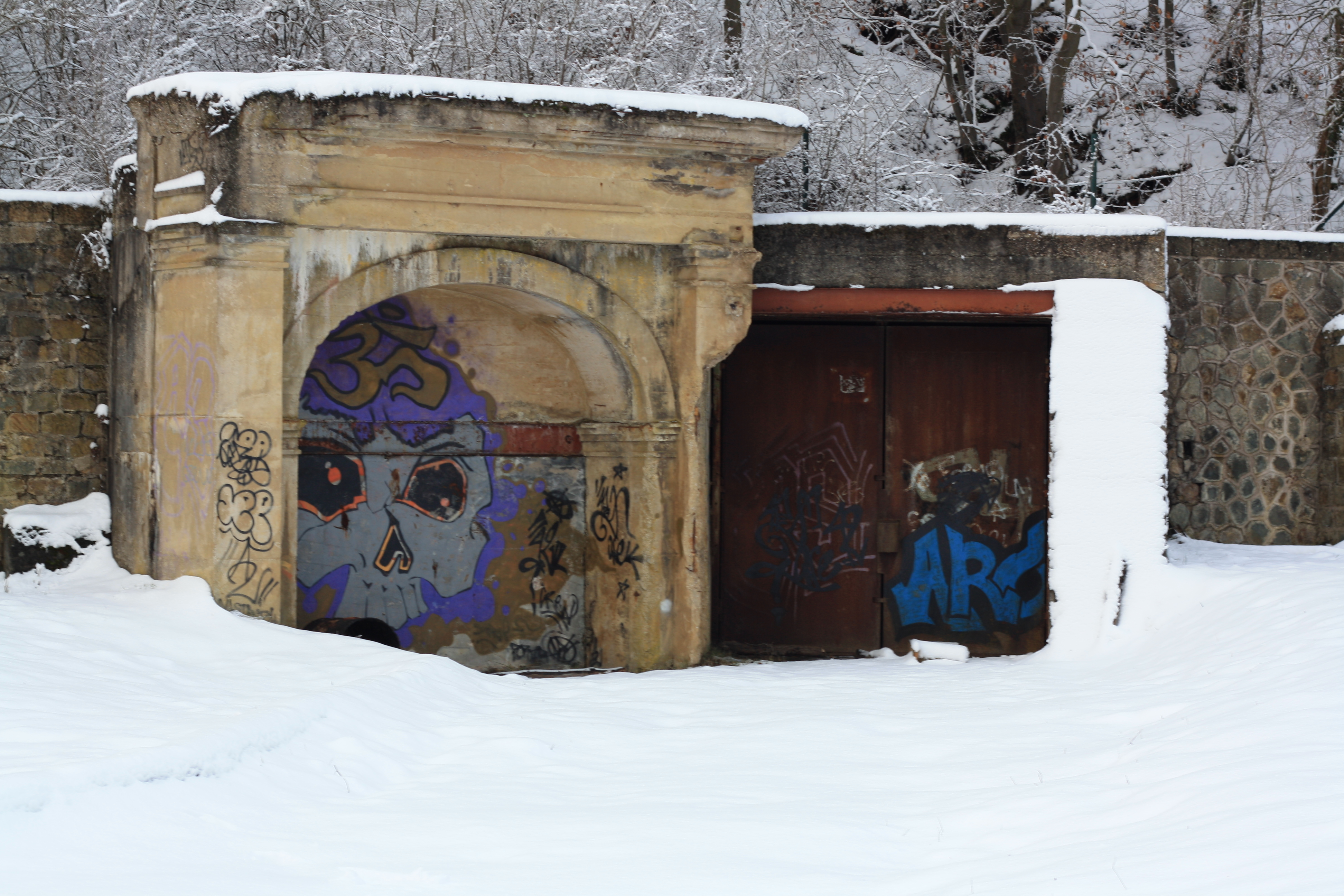
Вход в галереи
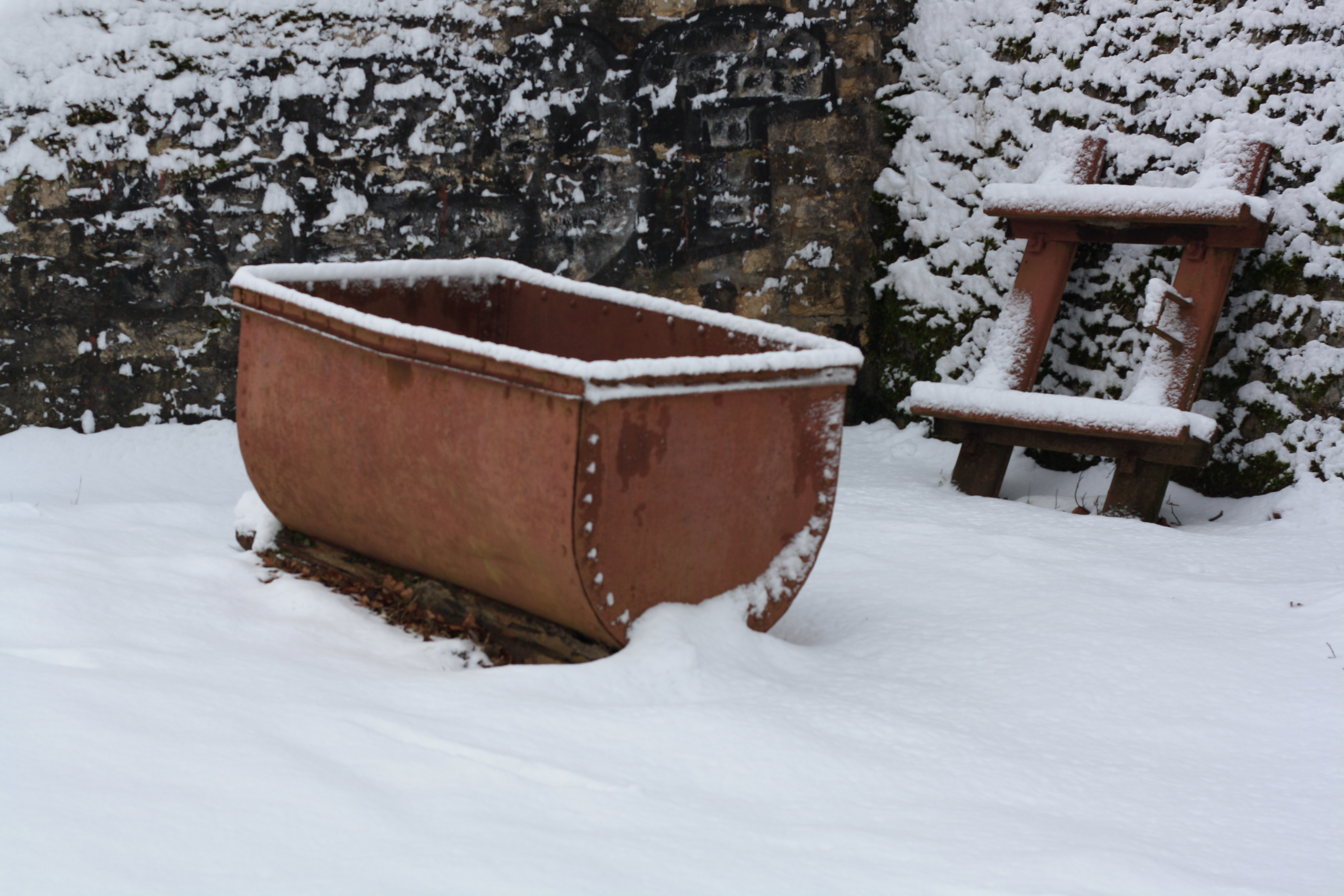
Вагонетка